# Occidenchthonius
Genre
Occidenchthonius est un genre de pseudoscorpions de la famille des Chthoniidae.

## Distribution
Les espèces de ce genre se rencontrent en Europe et aux îles Canaries.

## Liste des espèces
Selon Zaragoza, 2017 et Zaragoza & Reboleira, 2018 :
- Occidenchthonius alandroalensis Zaragoza & Reboleira, 2018
- Occidenchthonius algharbicus Zaragoza & Reboleira, 2018
- Occidenchthonius ambrosiae (Carabajal Márquez, García Carrillo & Rodríguez Fernández, 2012)
- Occidenchthonius anae Zaragoza, 2017
- Occidenchthonius beieri Zaragoza, 2017
- Occidenchthonius berninii (Callaini, 1983)
- Occidenchthonius bullonorum (Carabajal Márquez, García Carrillo & Rodríguez Fernández, 2012)
- Occidenchthonius canariensis (Beier, 1965)
- Occidenchthonius cardosoi (Zaragoza, 2012)
- Occidenchthonius cassolai (Beier, 1973)
- Occidenchthonius cazorlensis (Carabajal Márquez, García Carrillo & Rodríguez Fernández, 2001)
- Occidenchthonius dubius (Mahnert, 1993)
- Occidenchthonius duecensis Zaragoza & Reboleira, 2018
- Occidenchthonius ebo Zaragoza, 2017
- Occidenchthonius espanyoli (Zaragoza & Pérez, 2013)
- Occidenchthonius felgueraorum Zaragoza, 2017
- Occidenchthonius gardinii Zaragoza, 2017
- Occidenchthonius giennensis (Zaragoza & Pérez, 2013)
- Occidenchthonius goncalvesi Zaragoza & Reboleira, 2018
- Occidenchthonius gracilimanus (Mahnert, 1997)
- Occidenchthonius hoerwegi Zaragoza, 2017
- Occidenchthonius lencinai Zaragoza, 2017
- Occidenchthonius lopezi (Mahnert, 2011)
- Occidenchthonius machadoi (Vachon, 1940)
- Occidenchthonius mahnerti Zaragoza, 2017
- Occidenchthonius mateui Zaragoza, 2017
- Occidenchthonius minutus (Vachon, 1940)
- Occidenchthonius montagudi Zaragoza, 2017
- Occidenchthonius morenoi (Carabajal Márquez, García Carrillo & Rodríguez Fernández, 2011)
- Occidenchthonius murcia Zaragoza, 2017
- Occidenchthonius oromii Zaragoza, 2017
- Occidenchthonius ortunoi Zaragoza, 2017
- Occidenchthonius parmensis (Beier, 1963)
- Occidenchthonius perezi (Carabajal Márquez, García Carrillo & Rodríguez Fernández, 2011)
- Occidenchthonius pinai (Zaragoza, 1985)
- Occidenchthonius riopar Zaragoza, 2017
- Occidenchthonius ruizporteroae (Carabajal Márquez, García Carrillo & Rodríguez Fernández, 2001)
- Occidenchthonius sendrai (Zaragoza, 1985)
- Occidenchthonius serranoi Zaragoza, 2017
- Occidenchthonius setosus (Mahnert, 1993)
- Occidenchthonius tamaran (Mahnert, 2011)
- Occidenchthonius tenerifae (Mahnert, 2011)
- Occidenchthonius thaleri (Gardini, 2009)
- Occidenchthonius torremarinae (Carabajal Márquez, García Carrillo & Rodríguez Fernández, 2012)
- Occidenchthonius vachoni Zaragoza & Reboleira, 2018
- Occidenchthonius ventalloi (Beier, 1939)
- Occidenchthonius verai (Zaragoza, 1985)
- Occidenchthonius villacarrillo (Zaragoza & Pérez, 2013)

et placées depuis :
- Occidenchthonius kemza (Ćurčić, Lee & Makarov, 1993)
- Occidenchthonius romanicus (Beier, 1935)

## Publication originale
- Zaragoza, 2017 : « Revision of the Ephippiochthonius complex in the Iberian Peninsula, Balearic Islands and Macaronesia, with proposed changes to the status of the Chthonius subgenera (Pseudoscorpiones, Chthoniidae). » Zootaxa, no 4246(1), p. 1–221.